# USS Mackinaw (1863)
USS Mackinaw – bocznokołowy parowiec został zbudowany w Nowym Jorku w 1863 roku. Jednostka została zwodowana 22 kwietnia 1863.
Wszedł do służby w Nowym Jorku 23 kwietnia 1864, dowódcą został Commander J. C. Beaumont. „Mackinaw” najpierw służył w Północnoatlantyckiej Eskadrze Blokującej (ang. North Atlantic Blockading Squadron) na James River. Parowiec służył także jako okręt blokujący Wilmongton i uczestniczył w innych akcjach na przestrzeni 1865.
Po otrzymaniu rozkazu przepłynięcia do Portsmouth w New Hampshire w kwietniu 1865, „Mackinaw” został wycofany ze służby 11 maja 1865. Ponownie wszedł do służby w styczniu 1866 by służyć w Eskadrze Północnego Atlantyku (ang. North Atlantic Squadron) i w Indiach Zachodnich.
Po raz ostatni „Mackinaw” został wycofany ze służby w maju 1867 i sprzedany na aukcji publicznej w Filadelfii w październiku 1867.